# Vassili Avenarius
Vassili Petrovitch Avenarius (russe : Василий Петрович Авенариус, né Wilhelm Heinrich Appolonius Avenarius le 28 septembre 1839 (10 octobre dans le calendrier grégorien) et mort le 9 novembre 1923, est un écrivain et mémorialiste russe.

## Biographie
Il naît dans la famille d'un pasteur luthérien allemand à Tsarskoïe Selo. Il est diplômé de l'université impériale de Saint-Pétersbourg en 1861 en sciences naturelles et devient fonctionnaire au ministère de l'intérieur puis au département des institutions de l'Impératrice Marie. Ses deux premiers romans s'opposent au nihilisme: ce sont Idylles modernes (Современные идиллии, 1865) et L'Engouement (Поветрие, 1867), qualifiés par la presse libérale ou de gauche de « réactionnaires ». Meurtri par ces critiques influentes, dont celle de Tchernychevski et de ses adeptes, il décide d'éviter les thèmes politiques et devient écrivain de littérature enfantine, et de biographies (adaptées aussi pour la jeunesse), notamment de Pouchkine, de Mozart et de Gogol. Plusieurs de ses livres rencontrent un grand succès et sont réédités aux éditions Stoupine à maintes reprises, comme  Le Livre des bogatyrs de Kiev (1875), L'Histoire d'un bourdon (1879), Que raconte cette chambre (1880), et Contes de fées pour les enfants (1885). Avenarius publie aussi plusieurs romans historiques et, plus tard dans sa vie, ses Mémoires (Quelques souvenirs d'enfance, Avant le crépuscule, Depuis trente ans).
Il meurt à Pétrograd en 1923 et il est enterré au cimetière luthérien,. Il était l'époux (1870) de Wilhelmina Kosch (1848-1920) qu'il rejoint dans la même tombe.